# Ligne 136 (Infrabel)
Pour les articles homonymes, voir Ligne 136.
La courte ligne 136 (Walcourt - ) Rossignol - Florennes, fut établie par la Société du chemin de fer de l'Entre-Sambre-et-Meuse. C'est la première des 6 lignes qui rayonneront ensuite autour de Florennes.

## Historique
- En 1848, la Société du chemin de fer de l'Entre-Sambre-et-Meuse inaugure une relation Charleroi - Walcourt - Morialmé, afin d'améliorer le transport de minerais entre Morialmé et la sidérurgie carolorégienne.
- Entre 1852 et 1854, la compagnie inaugurera la liaison entre Walcourt et la Meuse à Vireux-Molhain, via Mariembourg d'une part, et entre Rossignol et Florennes (gare du Sud) avec un embranchement vers Philippeville. Les antennes de Morialmé, Florennes et Philippeville seront alors considérées comme secondaires par rapport à la liaison internationale qui deviendra la ligne 132.
- En 1855, la compagnie du chemin de fer de Morialmé à Châtelineau, futur Est-belge, inaugure la ligne 138 Châtelet - Florennes (gare de l'Est) qui sera prolongée vers Doische et Givet en 1862. Bien que les deux compagnies desservent Florennes, elles n'y seront pas interconnectées avant 1910.
- En 1911, la section Hemptinne - Florennes est dédoublée, ce qui facilite la desserte des lignes 136 et 136B qui se séparent aux environs d'Hemptinne.
- Le 7 juillet 1957 vers 21h22, à hauteur du virage au lieu-dit Crève-Cœur eut lieu une collision entre 2 michelines qui fit un mort et une trentaine de blessés[1].
- Le transfert du trafic voyageurs de la ligne 136B à la route justifiera la remise à voie unique en 1959. La desserte voyageur de la ligne 136 sera à son tour abandonnée en 1962.
- En 1970, les barrages de l'Eau d'Heure induisent l'inondation d'une partie de la ligne 132. La SNCB décide alors de réutiliser d'anciennes lignes pour contourner l'obstacle : une série de tronçons des lignes 135 (Walcourt - Rossignol), 136 (Rossignol - Yves-Gomezée) et 136B (Jamagne - Senzeille), ainsi qu'une nouvelle courbe entre Yves-Gomezée et Jamagne.
- En 1984, les derniers raccordés et le trafic marchandise de cabotage se terminent. La voie est démontée entre la courbe de Yves-Gomezée / Saint-Laurent et Florennes.

## Utilisation
L'assiette de voie est inutilisée entre Yves-Gomezée et Florennes.
La ligne 132N utilise le tronçon Rossignol - Yves-Gomezée et voit essentiellement passer les autorails de la Série 41 (SNCB) qui assurent la S64 du réseau S de Charleroi (Charleroi - Couvin). Il subsiste également un trafic de fret lourd, assuré par des Série 77 (SNCB) (parfois en triple traction) entre la carrière "Les Petons" à Yves-Gomezée et l'Allemagne via Walcourt.

## Projets
Carmeuse envisage de rouvrir une carrière à proximité de la gare de Hemptinne, ce qui nécessiterait de reposer quelque 3 350 mètres de voie. Début juillet 2017, ce projet est confirmé par Infrabel avec une prévision de début de travaux à l'automne 2019.